# Линда, Константин Павлович
Константин Павлович Линда (11 (23) марта 1868 — 17 (30) августа 1914) — русский военный, разведчик и учёный, генерал-майор. Кавалер 5 орденов и золотого оружия «За храбрость».

## Биография
Окончил Иркутскую военную прогимназию. В службу вступил в 1884. Окончил Иркутское пехотное юнкерское училище в 1887. Выпущен в 3-й Восточно-Сибирский линейный батальон. Позже служил в 6-м Восточно-Сибирском линейном батальоне и 85-м пехотном Выборгском полку. Окончил Николаевскую академию генштаба в 1897 году по 1-му разряду. Состоял при Виленском ВО.
Старший адъютант штаба 43-й пехотной дивизии в 1898 году. Старший адъютант штаба 3-го армейского корпуса (1898—1901).
Цензовое командование ротой отбывал в 77-м пехотном Тенгинском полку (1900—1901).
Старший адъютант штаба Сибирского ВО (1901—1903). Цензовое командование батальоном отбывал в 11-м гренадерском Фанагорийском полку (1903).
Штаб-офицер для особых поручений при командующем войсками Сибирского ВО (июль-декабрь 1903). Столоначальник Главного штаба (декабрь 1903 — май 1904). Участник русско-японской войны.
Начальник штаба 3-й Восточно-Сибирской стрелковой дивизии (1904). Старший адъютант управления генерал-квартирмейстера 1-й Маньчжурской армии (1904).
Штаб-офицер для делопроизводства и поручений при управлении генерал-квартирмейстера при главнокомандующем на Дальнем Востоке (1904—1905). Полковник «за боевые отличия» (1905) со старшинством с 13.08.1904.
Российский военный комиссар Хэйлунцзянской провинции (1905—1907). Состоял в распоряжении начальник генштаба (1907). Начальник штаба 27-й пехотной дивизии (1907—1908).
Командир 63-го пехотного Углицкого полка (1908—1909). Числился по армейской пехоте (1909—1911). Состоял в 75-м пехотном Севастопольском полку (1911—1914).
Командир 20-го пехотного Галицкого полка (с 1914).

### Научная деятельность
Являлся членом общества изучения Амурского края и членом Западно-Сибирского отделения Императорского Русского географического общества с 1902. Летом 1902 года был командирован вместе с другими офицерами Генерального штаба на границу Иркутской губернии для собирания статистических данных и исправления карт районов, приграничных с Китаем. Определил ряд высот в долине реки Иркута от ледника Сардыка до Иркутска, подтвердив данные о постепенном высыхании ледника. Знал китайский, японский, шведский, финский, немецкий языки. В 1913 году полковник передал свой особняк местным властям для создания в Луге первого детского сада по системе немецкого педагога Фридриха Фребеля.

### Первая мировая война
Участник мировой войны. В августе 1914 года 20-й пехотный полк участвовал в наступлении войск Юго-Западного фронта в пределы Галиции в составе 5-й пехотной дивизии 9-го армейского корпуса.
Погиб в бою у Перемышлян в ходе сражения на реке Гнилая Липа. Высочайшим приказом от 22 июля 1915 года посмертно произведён в генерал-майоры «за отличия в делах против неприятеля» со старшинством со дня гибели — 17 августа 1914 года.
Был похоронен на месте гибели. 24 сентября 1914 года был перезахоронен на Вревском кладбище Луги.

## Награды
- Орден Святого Станислава 3-й степени (1902);
- Золотое оружие (1904);
- Орден Святого Станислава 2-й степени с мечами (1905);
- Орден Святой Анны 2-й степени с мечами (1905);
- Орден Святого Владимира 4-й степени с мечами и бантом (1905);
- Орден Святого Владимира 3-й степени (1908)